# Christine Carrière
Pour les articles homonymes, voir Carrière.
Christine Carrière, née le 5 novembre 1959, est une réalisatrice et scénariste française.

## Biographie
Élève de la Femis, Christine Carrière a réalisé de nombreux films dans le cadre de l’école, en vidéo ou 16 mm. Ses courts métrages Quai d’Argenteuil et Les Pieds humides sont sélectionnés à Clermont Ferrand, de même que Le Mariage blanc, également présenté à Cannes et primé à Angers et Dunkerque. Son premier long métrage Rosine avec Mathilde Seigner, est salué par la critique et reçoit quatre prix au Festival de Locarno. Christine Carrière s’attache à la période de l’adolescence. Que ce soit la jeune fille du Mariage blanc, sérieuse, jalouse et ingrate, rejetant le mariage de sa mère, ou la jeune Rosine, au contraire, sensible et attachante et qui affronte l’indifférence et la violence d’une mère lasse et fragilisée par le travail à l’usine. Qui plume la lune ? reste dans cette veine en mettant en scène deux jeunes filles qui doivent affronter la perte de leur mère et prendre soin de leur père inconsolable dans une ambiance familiale mi-tendre, mi-loufoque. Le film a été présenté à Cannes dans la section Quinzaine des réalisateurs et a reçu le prix Cinéma d'Art et d'Essai. Il a également valu à Jean-Pierre Darroussin le Prix du meilleur interprète au Festival de Thessalonique.

## Filmographie
- 1986 : Fait divers[1] (court métrage)
- 1988 : Brouhaha[2] (court métrage)
- 1989 : Quai d'Argenteuil[3] (court métrage)
- 1989 : Les Pieds humides[4] (court métrage)
- 1990 : Le Mariage blanc[5] (court métrage)
- 1994 : Rosine
- 1999 : Qui plume la lune ?
- 2007 : Darling
- 2015 : Une mère

## Distinctions
- Festival de Locarno 1994[Quoi ?]
- Bayard d'or 1999 : meilleur scénario au Festival international du film francophone de Namur pour Qui plume la lune ?